# Université Panthéon-Sorbonne
Université Panthéon-Sorbonne lub Université Paris 1 – jeden z 13 autonomicznych uniwersytetów paryskich, powstałych po podziale Uniwersytetu Paryskiego. Jego specjalizacje obejmują ekonomię, zarządzanie, historię sztuki, filozofię, nauki humanistyczne, prawo i nauki polityczne. Centrum administracyjne uniwersytetu znajduje się w pod adresem 12, place du Panthéon, w 5. dzielnicy Paryża, kilka wydziałów ma siedzibę w historycznym budynku Sorbony, uniwersytet posiada też około dwudziestu ośrodków w różnych częściach miasta. Uniwersytet specjalizuje się w domenach takich jak prawo, nauki ekonomiczne oraz polityczne, zarządzanie, sztuka oraz nauki społeczne. Jest członkiem PRES i HESAM.

## Prezydenci Uniwersytetu
- François Luchaire 1970–1976
- Hélène Ahrweiler	1976–1981
- Pierre Bauchet	1981–1982
- Jacques Soppelsa	1982–1989
- Georges Haddad	1989–1994
- Yves Jegouzo	1994–1999
- Michel Kaplan	1999–2004
- Pierre-Yves Hénin 2004–2009
- Jean-Claude Colliard 2009–2012
- Philippe Boutry	2012–2016
- Georges Haddad	od 2016

## Wydziały oraz kierunki na uniwersytecie
Nauki ekonomiczne oraz zarządzanie
- Ekonomia (UFR 02)
- Zarządzanie oraz ekonomia przedsiębiorstwa (UFR 06) –  Ecole de Management de la Sorbonne (EM Sorbonne)
- Matematyka i informatyka (UFR 27)

Humanistyka i nauki społeczne
- historia sztuki oraz archeologia (UFR 03)
- sztuki piękne oraz nauka o sztuce (UFR 04)
- geografia (UFR 08: Instytut Geograficzny)
- historia (UFR 09)
- filozofia (UFR 10)

Nauki polityczne oraz prawo
- Studia jurysdykcyjne ogólne (UFR 26)
- prawo publiczne, administracja oraz sektor publiczny (UFR 01)
- prawo handlowe (UFR 05)
- studia międzynarodowe oraz europejskie (UFR 07)
- nauki polityczne (Département de science politique de la Sorbonne) (UFR 11)
- prawo pracy oraz nauki socjalne – administracja ekonomiczna i publiczna oraz prawo publiczne (UFR 12)